# Calenduleae
Calenduleae — триба квіткових рослин родини айстрові (Asteraceae). Триба містить 12 родів та близько 110 видів. Представники триби знайдені, переважно, в Південній Африці. Триба також поширена в Південно-Західній Азії, деяких островах Атлантики, інших частинах Африки і Європи, деякі види інтродуковані в США, Австралію і Нову Зеландію.

## Галерея

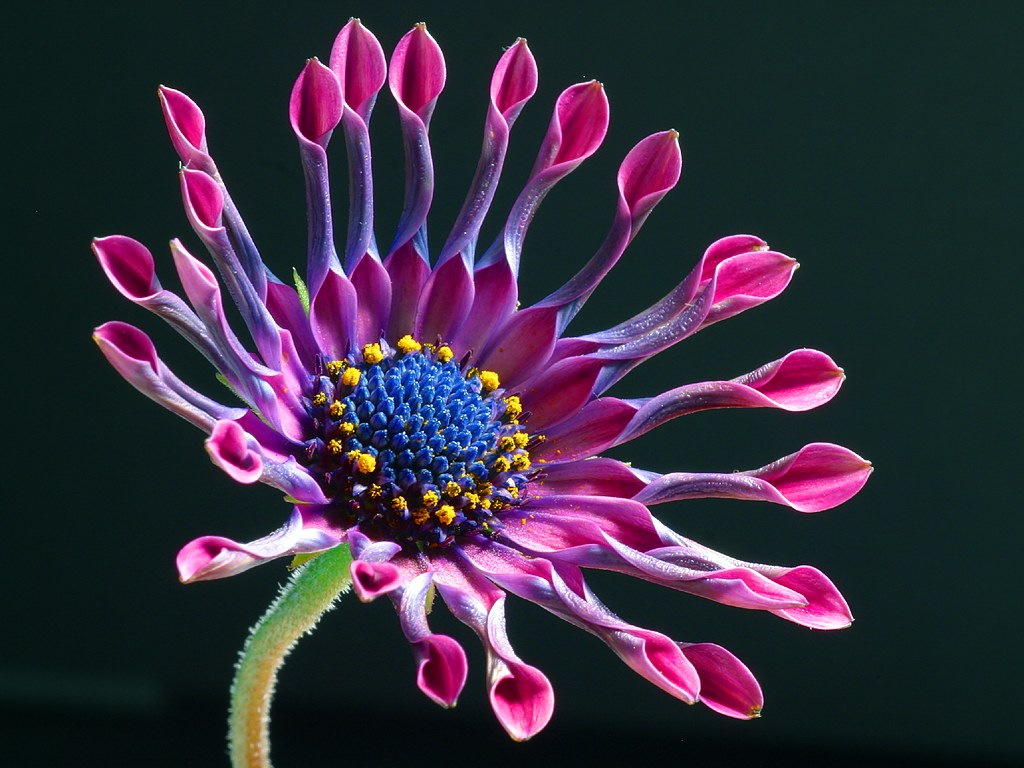
Osteospermum "Pink Whirls", a cultivar
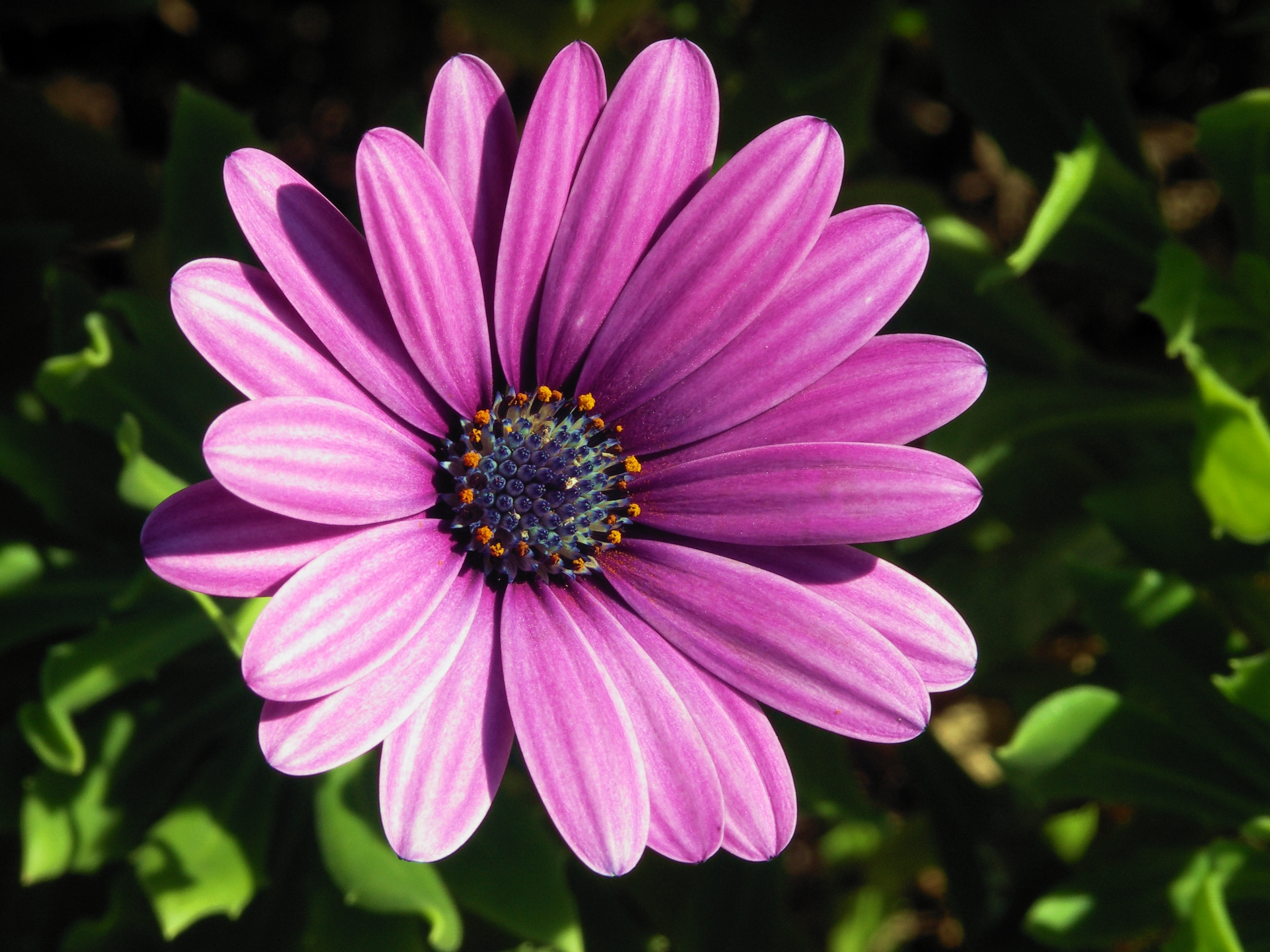
Dimorphotheca ecklonis syn. Osteospermum ecklonis
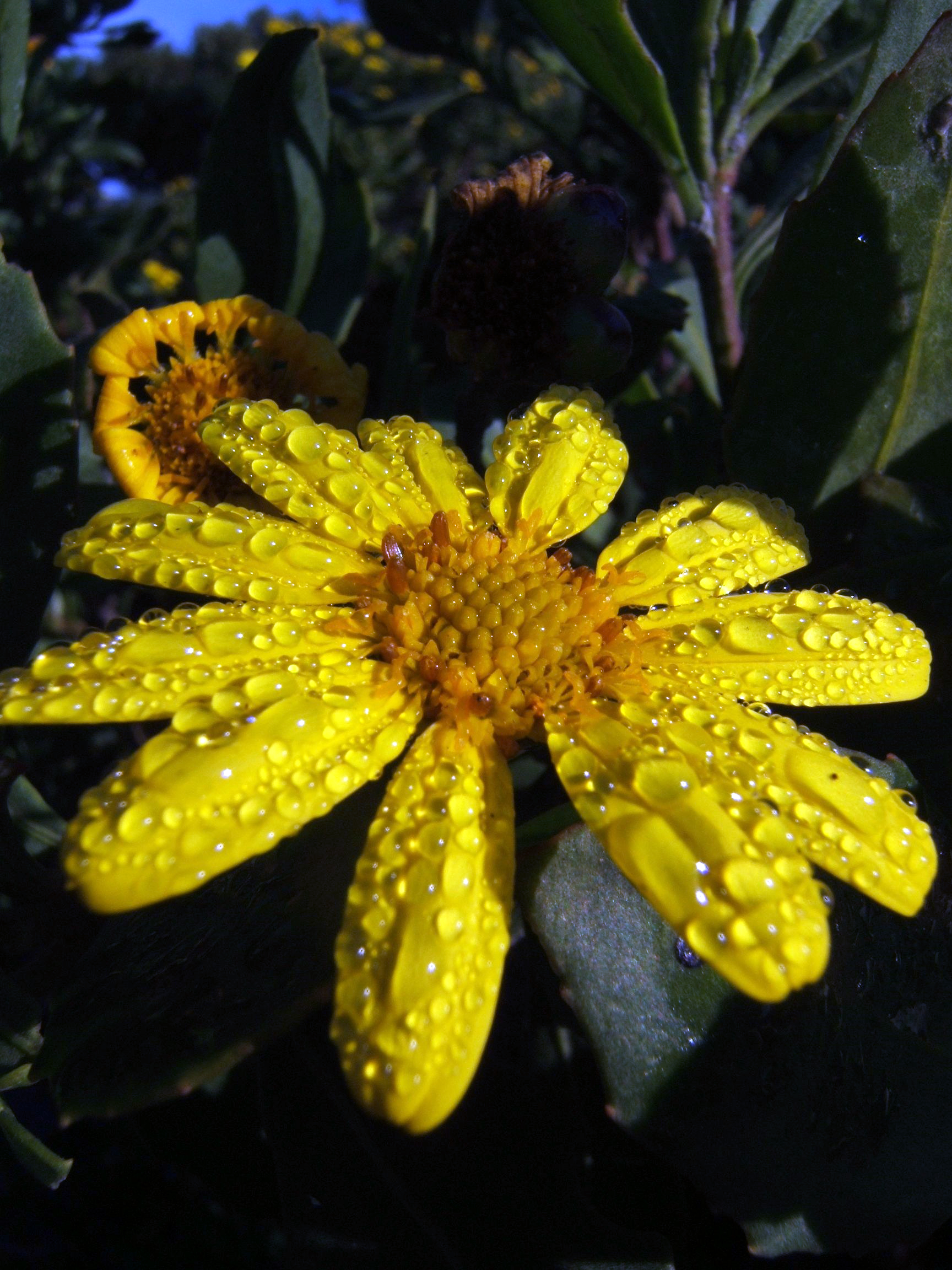
Chrysanthemoides monilifera
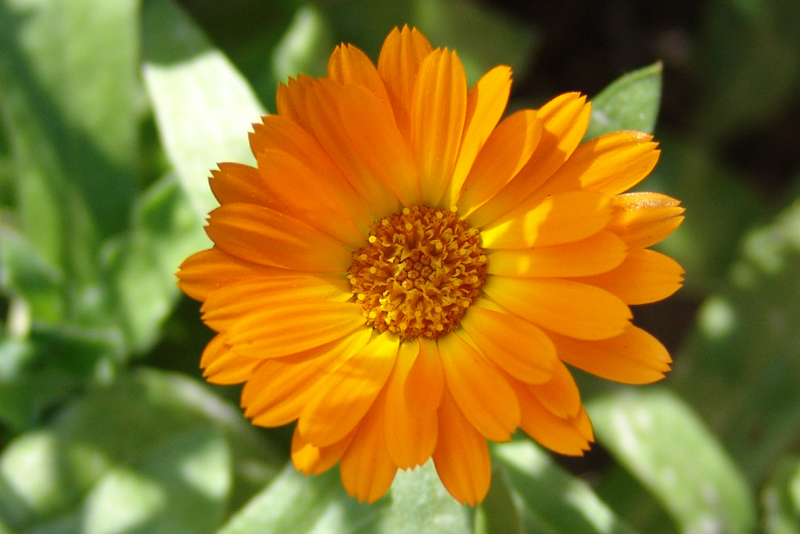
Calendula officinalis